# Муслим Чеберлоевский
Умхан Дардаилович Автаев, наиболее известный как Муслим Чеберлоевский (чечен. Авти Дардаилин Умхан; род. 20 марта 1969) — чеченский и украинский военный деятель, активный участник российско-чеченских войн 1990-х и 2000-х годов, возглавлял один из секторов обороны Вооружённых сил ЧРИ. С 25 октября 2014 года амир (командир) батальона имени шейха Мансура на Украине. Награждён высшей наградой ЧРИ — орденом: «Честь Нации». Бригадный генерал (ЧРИ).

## Биография

### Происхождение
Умхан Автаев родился 20 марта 1969 года, уроженец Шатойского района Чеченской Республики. Наиболее известен под псевдонимом «Муслим Чеберлоевский» и «амир Муслим Чеберлоевский». Псевдоним взят им по названию чеченского общества Чеберлой. По национальности — чеченец из тукхума Чеберлой. Служил в Вооружённых силах СССР.

### Российско-чеченские войны
С началом Первой чеченской войны Умхан состоял в рядах Вооружённых сил Чеченской Республики Ичкерия и воевал вплоть до окончания войны. Являлся телохранителем первого президента Чеченской Республики Ичкерия Джохара Дудаева. Во время второй чеченской войны с 1999 года принимал активное участие в боевых действиях против российских войск, отвечая за оборону одного из секторов Вооружённых сил ЧРИ.

### Эмиграция в Европу
В середине 2008-2009х годов он покинул Чечню и переехал на территорию Грузии, где прожил какое-то время. Там он познакомился с президентом Грузии Михаилом Саакашвили. Затем с его помощью переехал в Данию.

### Боевые действия на Донбассе
В 2014 году при содействии общественно-политической организации «Свободный Кавказ» выехал на территорию Украины, чтобы принять участие в боевых действиях на Донбассе на стороне ВСУ. Сначала был заместителем Исы Мунаева, командира чеченского добровольческого батальона имени Джохара Дудаева. Затем возглавил другой чеченский добровольческий батальон имени шейха Мансура, который был создан 25 октября 2014 года, с тех пор является его командиром. Он отмечал, что целью его участия в войне на Украине является продолжение войны с Россией за независимость Чечни. Принимал участие в боях в Широкино, Волновахе и других территориях Украины. Стал известен под псевдонимом Муслим Чеберлоевский. Наладил контакты с Меджлисом крымскотатарского народа и Правым сектором. Также, по его словам, у него имеются связи с Службой Безопасности Украины, он оказывал СБУ консультации в связи с готовящимся контрнаступлением украинских войск на Донбассе. По данным российских источников, до конфликта на Донбассе, в 2012-2013 годах он воевал в Сирии в рядах террористов ИГИЛ против правительственных сил. Однако сам он отрицал своё участие в гражданской войне в Сирии и утверждал, что это российская пропаганда направленная на дискредитацию чеченских добровольцев на Украине. После окончания активных боевых действий на Донбассе в 2015 году активизировался на информационном фронте, давал интервью журналистам. Участвовал в открытии улицы имени Джохара Дудаева в Хмельницком осенью 2015 года. Был включён в санкционный список. Благодаря бывшему лидеру "Правого Сектора" Дмитрию Ярошу его исключили из санкционного списка.

### Вторжение России на Украину 2022
После вторжения России на Украину в конце февраля 2022 года во главе батальона имени шейха Мансура принимал участие в боях против российской армии на Киевском направлении. В начале марта 2022 года призвал народы Северного Кавказа присоединиться к борьбе против России на Украине и заявил о намерении освободить Крым, а также Чеченскую Республику и другие республики Северного Кавказа от "российской оккупации". Встречался на Украине с сыном президента ЧРИ Аслана Масхадова Анзором Масхадовым и председателем Комитета по защите Государственной основы Чеченской Республики Ичкерия Джамбулатом Сулеймановым.
В апреле 2022 года глава Чеченской Республики в составе России Рамзан Кадыров объявил вознаграждение в размере 1 миллиона долларов человеку, который предоставит достоверную информацию о местонахождении Муслима Чеберлоевского и других командиров чеченских добровольческих батальонов, воюющих на стороне Украины.